# تي ان ايه هارد تو كيل 2020
هارد تو كيل بالأنجليزية Hard to Kill هو حدث الدفع مقابل المشاهدة مصارعة المحترفين (PPV) قادم الذي سُيصدر ويُروج له من قبل أتحاد توتال نون ستوب أكشن (TNA). سيتم عقده في 12 يناير 2020، في مدينة دالاس ، بولاية تكساس.

## الإنتاج

### الخلفية
في عرض Bound for Glory 2019 ، أعلن الأتحاد انه سيتم عمل عرض تحت أسم هارد تو كيل في يناير 2020، ولكن لم يتم الإعلان عن تاريخ أو موقع محدد. وتم الإعلان عن موقع العرض وتاريخه لاحقًا حيث سيقام العرض في الـ12 من يناير 2020 في دالاس ، تكساس في قاعة ذا بومب فاكتوري وهذه القاعة تتسع من 1100 شخص حتي 4300 شخص.  

### بناء العرض
سيشهد العرض مجموعة من مباريات مصارعة المحترفين التي من شأنها أن يشارك المصارعين مختلفين من النزاعات المكتوبة سابقاً وسيناريوهات. سوف يصور المصارعون المكروهين والمحبوبين أو الشخصيات الأقل تميزًا في السيناريوهات التي أدت إلى توتر وتودي الي اعلان عن مباراة مصارعة أو سلسلة من مباريات المصارعة.
- في عرض الإمباكت بتاريخ 29 أكتوبر 2019 تمكن سامي كاليهان من هزم براين كيدج ليحقق لقب العالم في مباراة قفص حديدي وبعد المباراة ظهرت تيسا بلانشارد وقاطعت احتفاله بالفوز أعلن رئيس الأتحاد سكوت دي أموري أن في عرض هارد تو كيل 2020 سيدافع سامي كاليهان عن لقبه ضد تيسا بلانشارد لتصبح المباراة رسمية علقت تيسا عن هذا الأعلان بأنها ستدخل التاريخ بكونها أول مصارعة تحقق لقب العالم وعلق كاليهان انه لن يدعها تحقق ما في رأسها لانه اعظم بطل عالم علي الأطلاق وليصبح الأمر رسمياً تمكنت تيسا من هزم براين كيدج وموس ومايكل الجن وداجا في مباراة اقصاء سداسية. 
- في عرض الامباكت بتاريخ 16 نوفمبر 2019 تمكن تري ماجيول من اقتناص فرصة علي لقب الأكس دفجن ضد أيس اوستن البطل الحالي في عرض هارد تو كيل 2020 بعدما تمكن من الخروج منتصراً في مباراة عالية الخطورة أمام بيتي ويليامز، وبرنت بانكس، وإيدن برنس، وروهيت راجو، وويلي ماك ليصبح المتنافس الأول على اللقب. 
- في عرض الامباكت بتاريخ 3 ديسمبر 2019 تحدت جوردين جريس تايا فالكيري علي لقب النوك اوتس في عرض هاردتوكيل 2020 وفي العرض نفسه هزمت اوه دي بي تايا فالكيري لتقتنص هي الاخري فرصة لمواجهة تايا علي اللقب في عرض هارد تو كيل 2020 لتصبح المباراة تهديد ثلاثي بشكل رسمي.
- في عرض الامباكت بتاريخ 10 ديسمبر 2019 قام روب فان دام بأفساد مقابلة براين كيدج مع جيمي جاكوبز عندما كان يقبل صديقته كاتي فوربس وبالتالي تحدي فاندام كيدج في نزال وتم الإعلان عن النزال بشكل رسمي في عرض هارد تو كيل 2020.
- في عرض الامباكت بتاريخ 10 ديسمبر 2019 تحدي أيدي ادواردز مايكل الجين في نزال وتم الإعلان عن النزال بشكل رسمي في عرض هارد تو كيل 2020.
- في عرض الامباكت بتاريخ 10 ديسمبر 2019 تمت أقامة مباراة بين كل من فريق أوه في اي (جيك و ديف كريست) ضد فريق الرينو سكوم (لاستر ذا ليجيند وأدم ثورنثيستو) ضد فريق الرازكيلز (زكاري وينز وديزموند اكزافير) ضد فريق ريتش سوان وويلي ماك الفريق الفائز سينال فرصة مواجهة فريق النورث علي لقب الفرق في عرض هارد تو كيل 2020 وتمكن فريق ريتش سوان وويلي ماك في الفوز بالنزال وبالتالي اصبحوا المتحدين الاوائل علي اللقب وتم الإعلان عن النزال علي اللقب بشكل رسمي في عرض هارد تو كيل 2020 .
- في عرض الامباكت بتاريخ 17 ديسمبر 2019 بعد نزال راينو وروب فاندام قام موس بالسخرية من راينو ومن مصارعي الاي سي دبليو فغضب راينو وقام بمهاجمة موس ليفتعل شجار بينهم خلف الكواليس ولكن الإدارة لم يعجبها هذا الشجار فتم الإعلان عن نزال بين الاثنين في عرض هارد تو كيل 2020 
- في عرض الامباكت بتاريخ 10 ديسمبر 2019 واجه سامي كاليهان بطل NWA العالم للوزن الثقيل السابق كين شامروك علي لقب العالم ولكن كاليهان فاز عليه بمساعدة كل من مادمان فولتون وفريق الاخوة كريست ولاحقاً في نفس العرض قام شامروك بانقاذ بلانشارد من هجوم فريق الاوه في أي عليها وركز هجومه علي مادمان فولتون وفي عرض الامباكت بتاريخ 17 ديسمبر تم الإعلان عن نزال تصفية حسابات بين مادمان فولتون وكين شامروك في عرض هارد تو كيل 2020.

## المباريات المعلن عنها حتي الآن
- هذه المباريات الموجودة في الجدول من الممكن ان يتم تغيرها

| ترتيب المباراة         | المباراة                                                       | نوع المباراة                          | الملاحظات    |
| ---------------------- | -------------------------------------------------------------- | ------------------------------------- | ------------ |
| 1                      | سامي كاليهان (ب) ضد تيسا بلانشارد                              | مباراة فردية علي لقب العالم           | [ 13 ] [ 5 ] |
| 2                      | أيس أوستن (ب) ضد تري ماجيول                                    | مباراة فردية علي لقب الأكس دفجن       | [ 6 ]        |
| 3                      | براين كيدج ضد روب فان دام                                      | مباراة فردية                          | [ 14 ]       |
| 4                      | تايا فالكيري (ب) ضد جوردين جريس ضد أوه دي بي                   | مباراة تهديد ثلاثي علي لقب النوك اوتس | [ 15 ]       |
| 5                      | فريق النورث (أيثان بيج وجوش ألكسندر (ب) ضد ويلي ماك وريتش سوان | مباراة فرق علي لقب الفرق              | [ 16 ]       |
| 6                      | أيدي ادواردز ضد مايكل الجين                                    | مباراة فردية                          | [ 16 ]       |
| 7                      | موس ضد راينو                                                   | مباراة فردية                          | [ 17 ]       |
| 8                      | ماد مان فولتون ضد أخطر رجل في العالم كين شامروك                | مباراة فردية                          | [ 17 ]       |
| - (ب) – تشير الي البطل |                                                                |                                       |              |

## روابط خارجية
- موقع الأتحاد الرسمي